# أوتو إرنست
أوتو إرنست Otto Ernst (ولد في 7 أكتوبر 1862 في أوتينزن قرب هامبورغ – ومات في 5 مارس 1926 في جروس فلوتبيك قرب هامبورغ) هو شاعر وكاتب ألماني.

## حياته
ولد أوتو إرنست شميدت ابنا من أعماله التي ما زالت مشهورة حتى اليوم قصة Appelschnut التي صدرت في عام 1907 وتدور حول طفولة ابنته. وتعتبر ثلاثية (Asmus-Semper) التي يدون فيها سيرته الذاتية من أفضل الأعمال التي تصور الحياة في أوتينزن في نهاية القرن. أشهر مسرحياته «فلاكسمان معلما» Flachsmann als Lehrer وعرضت في عام 1900. وأشهر قصائده Nis Randers، وهي تصور تفاقم الصراع النفسي الإنساني لدى إنقاذ الحياة بصورة درامية. وقد قررت الجمعية الألمانية للإنقاذ البحري Die Deutsche Gesellschaft zur Rettung Schiffbrüchige (DGzRS) تكريم هذه القصيدة، وتم تسمية سفينة إنقاذ بحرية Seenotkreuzer باسمها Nis Randers.

## وصلات خارجية
- أوتو إرنست على موقع IMDb (الإنجليزية)
- أوتو إرنست على موقع ميوزك برينز (الإنجليزية)
- أوتو إرنست على موقع ديسكوغز (الإنجليزية)
- أوتو إرنست على موقع كينوبويسك (الروسية)

- Auswahl weiterer Werke auf Projekt Gutenberg-DE
- Die Gedichte auf zgedichte.de